# Guillermo Sundheim
Guillermo Sundheim de la Cueva (Giessen, 3 de julio de 1840-Huelva, 7 de agosto de 1903) fue un empresario hispano-alemán afincado en la ciudad de Huelva. Considerado una persona de gran influencia en la Huelva de finales del siglo XIX, a él se debe parte del desarrollo y crecimiento económico de la provincia. Sus negocios abarcaron los ámbitos financiero, minero y ferroviario. Así mismo, desempeñó durante varios años el cargo de cónsul de Alemania en la capital onubense.

## Biografía
Nació el 3 de julio de 1840 en la ciudad alemana de Giessen, en el Gran Ducado de Hesse.
Consciente de las grandes posibilidades industriales de la zona de Huelva, llegó a la provincia instalándose en 1864, en la capital. Llegó a contraer matrimonio con la onubense Justa de la Cueva y Camporredondo, con la que tuvo cuatro hijos. Es en la capital donde pronto dejó patentes sus ambiciones económicas pero también culturales. En 1865 fundaría —junto al empresario de origen alemán Enrique Doetsch— la casa de comercio Sundheim & Doetsch, que se articularía como el principal sostén financiero de Sundheim de cara a sus iniciativas económicas. En 1879 fue nombrado «Hijo adoptivo de la ciudad», y la avenida donde se sitúa su mansión recibió honoríficamente su nombre en 1892: Alameda Sundheim. 
Falleció el 7 de agosto de 1903, en su mansión de Huelva, víctima de unas fiebres tifoideas. Se le considera el máximo representante de la burguesía extranjera instalada en la ciudad durante los años de expansión industrial.

### Actividades en Huelva
Sundheim es conocido por ser el empresario que posibilitó la creación de la inmensa empresa Rio Tinto Company Limited, al poner en contacto diversos empresarios extranjeros, como Enrique Doetsch o Hugh Matheson, con las minas de la Cuenca Minera onubense. Ayudó a enlazar mediante ferrocarril la cuenca minera de Riotinto con el pequeño puerto de Huelva, que además modernizó considerablemente para dar salida a la ingente masa de mineral. Su relación con dicha empresa, como representante de esta en España y Portugal, fue fructífera hasta 1876, cuando perdió la confianza de la gerencia. 
También promovió la construcción de líneas ferroviarias que pusieran en contacto la ciudad con otros puntos geográficos. Propietario de los derechos de construcción de la línea Sevilla-Huelva y de la Compañía de los Ferrocarriles de Sevilla a Huelva —esta última, desde 1875—, negociaría su cesión a la MZA, empresa que acometería la construcción de la línea. Así mismo, desde 1878 Sundheim se volcaría en la construcción línea Zafra-Huelva. También desempeñó un importante papel en el desarrollo del puerto de Huelva.
Este emprendedor dio también ejemplo de cómo se debían aprovechar otras riquezas naturales de toda la comarca onubense, elaborando exquisitos vinos; explotando magníficas canteras de mármol blanco; estableciendo la recría y engorde del ganado de cerda, y haciendo considerables remesas a Inglaterra de la afamada castaña de la Sierra.
En el plano cultural su contribución fue si cabe más destacable teniendo en cuenta la desidia de las autoridades de entonces. Fue uno de los organizadores en la ciudad del IV Centenario del Descubrimiento de América, por lo que promovió la construcción del Hotel Colón, fomentó el conocimiento del entonces semi abandonado entorno del Monasterio de La Rábida o las playas de Punta Umbría, cuyas bondades «vendió» hábilmente a los dirigentes de las minas. De su impronta quedó también la ayuda en la fundación de instituciones tan importantes para la ciudad como la Real Sociedad Colombina Onubense (1880), el Huelva Recreation Club (1889), o la Sociedad Onubense de Amigos del País.